# Zorzines infirma
Zorzines infirma là một loài bướm đêm trong họ Noctuidae.